# Ботей (Румунія)
Ботей (рум. Botei) — село у повіті Муреш в Румунії. Входить до складу комуни Зау-де-Кимпіє.
Село розташоване на відстані 288 км на північний захід від Бухареста, 34 км на захід від Тиргу-Муреша, 43 км на схід від Клуж-Напоки.

## Населення
За даними перепису населення 2002 року у селі проживали 157 осіб, з них 156 осіб (99,4%) румунів. Усі жителі села рідною мовою назвали румунську.